# Parallelkromme

De twee definities van parallelkromme via:
1) omhullende van congruente cirkels
2) gelijke afstanden langs de normaal

Een parallelkromme kan zichzelf snijden

Een parallelkromme op afstand {\displaystyle d} van een gegeven vlakke kromme in het euclidische vlak is een omhullende van alle congruente cirkels met straal {\displaystyle d} waarvan het middelpunt op de gegeven kromme ligt. Een tweede mogelijke definitie is dat een parallelkromme op afstand {\displaystyle d} van de gegeven kromme bestaat uit de punten die alle op afstand {\displaystyle d} (langs de normaal) liggen van de gegeven kromme.
Men zegt wel dat de parallelkromme evenwijdig is aan de gegeven kromme. Omgekeerd hoeft de gegeven kromme echter niet evenwijdig te zijn aan de parallelkromme.
Afgezien van cirkels en rechte lijnen hebben parallelkrommen een gecompliceerdere vorm dan de gegeven kromme waarop ze gebaseerd zijn en zijn ze niet gelijkvormig met de originele kromme. Ook kunnen parallelkrommen zichzelf snijden.